# Лучица (Житомирская область)
Лу́чица (укр. Лучиця) — село на Украине, основано в 1888 году, находится в Новоград-Волынском районе Житомирской области.
Население по переписи 2001 года составляет 606 человек. Почтовый индекс — 11715. Телефонный код — 4141. Занимает площадь 1,648 км².

## Адрес местного совета
11747, Житомирская область, Новоград-Волынский р-н, с. Лучица